# Mario Mattoli
Mario Mattoli, né le 30 novembre 1898 à Tolentino, dans la province de Macerata, dans les Marches, et mort le 26 février 1980 à Rome, est un réalisateur italien.

## Biographie
Mario Mattoli est un descendant direct d'Agostino Mattoli (it), chirurgien homéopathe et patriote italien du XIXe siècle, partisan de la République romaine. La noble famille Mattoli était originaire de Bevagna, mais Mario est né à Tolentino parce que son père Aristide Mattoli, chirurgien, avait été transféré à l'hôpital local. Après avoir obtenu sa licence en droit, il commence à travailler pour les impresarios Suvini et Zerboni. À partir de 1924, il devient leur secrétaire et, peu à peu, les directeurs de théâtre, les acteurs, les agents et les artistes deviennent son univers. En 1927, avec l'impresario Luciano Ramo, il fonde les Spettacoli Za-bum, en se basant sur l'intuition d'ouvrir les revues aux acteurs professionnels. C'est ainsi que sont lancés de grands noms, qui passeront ensuite avec succès de la revue au cinéma, comme Vittorio De Sica, Alberto Sordi, Erminio Macario, Aldo Fabrizi, Enrico Viarisio.
En 1928, il épouse Mity Mignone, une célèbre actrice de prose de l'époque qui, avec ses deux frères Totò et Carolina (alias Milly), participe aux meilleurs spectacles de variétés de l'époque ; ce trio se sépare le lendemain même du mariage de Mity. La Za-bum s'occupait essentiellement de théâtre mais produisait également des films. Ainsi, lorsque, en raison de l'indisposition soudaine de Carlo Ludovico Bragaglia, il fallut trouver au plus vite un metteur en scène, Mattòli se rendit disponible et réalisa Temps maximum (1934).
En 32 ans de carrière, Mario Mattoli a réalisé plus de 80 longs métrages, et en a souvent aussi écrit les scénarios, allant du melodramma strappalacrime au péplum et à la science-fiction. Mais c'est avec la comédie qu'il a le mieux réussi, mettant notamment en lumière le talent d'Erminio Macario puis de Totò. Mario Mattoli travaille également pour la télévision avec l'émission Za-bum (1964) et Za-bum n°2 l'année suivante.
Les critiques ont beaucoup dénigré Mattoli et, malgré ses succès publics, il n'a pas reçu de récompense majeure. Lui-même se qualifiait de réalisateur sans formation et sans talent, mais aujourd'hui, certains de ses films, notamment ceux interprétés par Totò (Misère et Noblesse, Un turco napoletano, Totò au Tour d'Italie, etc.), sont considérés comme des classiques du cinéma italien.

### Vie privée
De son mariage avec Mity Mignone (1908-2004) le 4 mars 1946 est née Marina Mattoli (1946-2010), qui a suivi les traces de son père en tant qu'assistante-réalisatrice et scénariste dans divers films italiens dans les années 1970, 1980 et 1990. Marina est décédée le 24 novembre 2010 et a été enterrée avec sa mère au cimetière de Nepi (Province de Viterbe). Mattoli est mort dans une relative pauvreté (à la suite de quelques mésaventures financières) à Rome en 1980 : admis dans le service de l'hôpital San Camillo, confronté à la diffusion d'un film de Totò, il a déclaré qu'il en était le réalisateur, ce qui lui a valu les moqueries des médecins et des infirmières de l'établissement présents. Lorsqu'ils se rendirent compte qu'il était bien le réalisateur de Totò, ils lui trouvèrent une petite chambre personnelle, où il mourut le 26 février de la même année. Il est enterré avec ses parents dans le cimetière de Bevagna.
Depuis 2008, le festival culturel « Mattòli si nasce » est organisé chaque année à Bevagna, la ville d'origine de la famille du réalisateur, où l'on se souvient du réalisateur avec des conférences et des projections de ses films les plus célèbres. Depuis 2009, le Premio Mattòli per la commedia all'italiana (litt. « Prix Mattòli pour la comédie à l'italienne ») est organisé en même temps. En 2010, l'association Officine Mattòli a été fondée à Tolentino, la ville natale du réalisateur. L'institut de formation cinématographique du même nom y est associé.